# Società Sportiva Ruco Line Lazio Calcio Femminile 2000-2001
Questa voce raccoglie le informazioni riguardanti la Società Sportiva Ruco Line Lazio Calcio Femminile nelle competizioni ufficiali della stagione 2000-2001.

## Rosa
Rosa aggiornata alla fine della stagione.
| N. |                   | Ruolo | Calciatrice       |
| -- | ----------------- | ----- | ----------------- |
|    | Italia (bandiera) | P     | Francesca Armeni  |
|    | Italia (bandiera) | C     | Ilaria Brachetti  |
|    | Italia (bandiera) | D     | Monica Caprini    |
|    | Italia (bandiera) | D     | Silvia Casali     |
|    | Italia (bandiera) | D     | Laura Cascella    |
|    | Italia (bandiera) | C     | Samanta Ceroni    |
|    | Italia (bandiera) | C     | Daniela Colasante |
|    | Italia (bandiera) | P     | Silvia Colella    |
|    | Italia (bandiera) | A     | Erika Croce       |
|    | Italia (bandiera) | D     | Daniela Di Bari   |
|    | Italia (bandiera) | P     | Simona Di Renzo   |
|    | Italia (bandiera) | D     | Anna Giorgia Duò  |
|    | Italia (bandiera) | D     | Adele Frollani    |

| N. |                      | Ruolo | Calciatrice              |
| -- | -------------------- | ----- | ------------------------ |
|    | Italia (bandiera)    | A     | Cinzia Giampiccolo       |
|    | Finlandia (bandiera) | P     | Virva Katariina Junkkari |
|    | Italia (bandiera)    | C     | Valentina Lanzieri       |
|    | Italia (bandiera)    | C     | Manuela Lattanzi         |
|    | Italia (bandiera)    | D     | Chiara Marchitelli       |
|    | Italia (bandiera)    | A     | Vania Massimi            |
|    | Italia (bandiera)    | A     | Patrizia Panico          |
|    | Italia (bandiera)    | C     | Vanessa Rossetti         |
|    | Italia (bandiera)    | D     | Maria Sorvillo           |
|    | Italia (bandiera)    | D     | Carmen Viscusi           |
|    | Italia (bandiera)    | D     | Eleonora Volpi           |
|    | Italia (bandiera)    | C     | Tatiana Zorri            |

## Calciomercato

### Sessione estiva
| Acquisti | Acquisti         | Acquisti  | Acquisti   |
| R.       | Nome             | da        | Modalità   |
| -------- | ---------------- | --------- | ---------- |
| P        | Silvia Colella   | ACF Milan | svincolata |
| D        | Silvia Casali    | Roma CF   | svincolata |
| C        | Samanta Ceroni   | ACF Milan | svincolata |
| C        | Anna Giorgia Duò | ACF Milan | svincolata |

| Cessioni | Cessioni | Cessioni | Cessioni |
| R.       | Nome     | a        | Modalità |
| -------- | -------- | -------- | -------- |
|          |          |          |          |

## Risultati

### Serie A

#### Girone di andata
| Tradate 16 settembre 2000, ore 16:00 CEST 1ª giornata                   | Tradate Abbiate | 0 – 3 referto                         | Ruco Line Lazio |  |
| \| \| \| \| \| \| Marcatori \| 60’ Zorri 71’ Giampiccolo 87’ Caprini \| |                 |                                       |                 |  |
|                                                                         |                 |                                       |                 |  |
|                                                                         | Marcatori       | 60’ Zorri 71’ Giampiccolo 87’ Caprini |                 |  |

| Roma 23 settembre 2000, ore 16:00 CEST 2ª giornata                     | Ruco Line Lazio | 0 – 4 referto                        | Torres Fo.S. | Stadio Tre Fontane |
| \| \| \| \| \| \| Marcatori \| 7’ Parejo 19’, 39’ Guarino 36’ Carta \| |                 |                                      |              |                    |
|                                                                        |                 |                                      |              |                    |
|                                                                        | Marcatori       | 7’ Parejo 19’, 39’ Guarino 36’ Carta |              |                    |

| Roma 7 ottobre 2000, ore 15:30 CEST 4ª giornata                                                               | Ruco Line Lazio | 9 – 1 referto | Aquile Palermo | Stadio Tre Fontane |
| \| \| \| \| \| Zorri 19’, 27’ Panico 23’, 43’, 79’, 81’, 83’ Lattanzi 58’, 62’ \| Marcatori \| 53’ Pollino \| |                 |               |                |                    |
| |                 |               |                |                    |
| Zorri 19’, 27’ Panico 23’, 43’, 79’, 81’, 83’ Lattanzi 58’, 62’                                               | Marcatori       | 53’ Pollino   |                |                    |

| Roma 28 ottobre 2000, ore 14:30 CEST 6ª giornata                   | Ruco Line Lazio | 2 – 1 referto | Agliana | Stadio Tre Fontane |
| \| \| \| \| \| Panico 58’ Zorri 63’ \| Marcatori \| 60’ Fiorini \| |                 |               |         |                    |
|                                                                    |                 |               |         |                    |
| Panico 58’ Zorri 63’                                               | Marcatori       | 60’ Fiorini   |         |                    |

| Roma 9 dicembre 2000, ore 14:30 CET 11ª giornata       | Ruco Line Lazio | 2 – 0 referto | Atletico Oristano | Stadio Tre Fontane |
| \| \| \| \| \| Panico 51’ Zorri 61’ \| Marcatori \| \| |                 |               |                   |                    |
|                                                        |                 |               |                   |                    |
| Panico 51’ Zorri 61’                                   | Marcatori       |               |                   |                    |

| Roma 13 gennaio 2001, ore 14:30 CET 14ª giornata                                             | Ruco Line Lazio | 3 – 2 referto              | Foroni | Stadio Tre Fontane |
| \| \| \| \| \| Panico 57’ Duò 79’ Lattanzi 83’ \| Marcatori \| 77’ D'Astolfo 86’ Ulivieri \| |                 |                            |        |                    |
|                                                                                              |                 |                            |        |                    |
| Panico 57’ Duò 79’ Lattanzi 83’                                                              | Marcatori       | 77’ D'Astolfo 86’ Ulivieri |        |                    |

#### Girone di ritorno
| Roma 27 gennaio 2001, ore 14:30 CET 16ª giornata                                     | Ruco Line Lazio | 5 – 0 referto | Tradate Abbiate | Stadio Tre Fontane |
| \| \| \| \| \| Lattanzi 5’, 15’ (rig.), 87’ Zorri 60’ (rig.), 79’ \| Marcatori \| \| |                 |               |                 |                    |
|                                                                                      |                 |               |                 |                    |
| Lattanzi 5’, 15’ (rig.), 87’ Zorri 60’ (rig.), 79’                                   | Marcatori       |               |                 |                    |

| Arbitro: | Di Mauro (Siracusa) |

|                              |           |  |
| Masia 45+3’ Guarino 81’, 85’ | Marcatori |  |

| Agliana 10 marzo 2001, ore 15:00 CET 21ª giornata | Agliana | 3 – 3 | Ruco Line Lazio | Stadio comunale Germano Bellucci |

| Arbitro: | Rinaldi (Milano) |

|  |           |           |
|  | Marcatori | 83’ Zorri |

| Verona 19 maggio 2001 29ª giornata | Foroni | 1 – 0 | Ruco Line Lazio |  |

### Coppa Italia
| Roma 2 settembre 2000, ore 16:00 CEST 1º turno, gruppo 17 - Andata | Ruco Line Lazio | 14 – 0 | Campobasso | Stadio Tre Fontane |

| 10 settembre 2000, ore 16:00 CEST 1º turno, gruppo 17 - Ritorno | Campobasso | 0 – 8 | Ruco Line Lazio |  |

| Roma 1º novembre 2000, ore 14:30 CET 2º turno, gruppo 6 - 1ª giornata | Ruco Line Lazio | 4 – 0 | Pisa | Stadio Tre Fontane |

| 23 dicembre 2000, ore 14:30 CET 2º turno, gruppo 6 - 3ª giornata | Autolelli Picenum | 0 – 5 | Ruco Line Lazio |  |

| Arbitro: | Branciari (Macerata) |

|                                        |           |  |
| Guarino 18’, 64’ Deiana 24’ Parejo 82’ | Marcatori |  |

| Arbitro: | Polchi (Gubbio) |

|                                     |           |  |
| Frollani 32’ Zorri 42’ Lattanzi 64’ | Marcatori |  |

## Statistiche

### Statistiche di squadra
| Competizione | Punti | In casa | In casa | In casa | In casa | In casa | In casa | In trasferta | In trasferta | In trasferta | In trasferta | In trasferta | In trasferta | Totale | Totale | Totale | Totale | Totale | Totale | DR  |
| Competizione | Punti | G       | V       | N       | P       | Gf      | Gs      | G            | V            | N            | P            | Gf           | Gs           | G      | V      | N      | P      | Gf     | Gs     | DR  |
| ------------ | ----- | ------- | ------- | ------- | ------- | ------- | ------- | ------------ | ------------ | ------------ | ------------ | ------------ | ------------ | ------ | ------ | ------ | ------ | ------ | ------ | --- |
| Serie A      | 66    | 15      | -       | -       | -       | -       | -       | 15           | -            | -            | -            | -            | -            | 30     | 20     | 6      | 4      | 97     | 33     | +64 |
| Coppa Italia | -     | 3       | 3       | 0       | 0       | 21      | 0       | 3            | 2            | 0            | 1            | 13           | 4            | 6      | 5      | 0      | 1      | 34     | 4      | +30 |
| Totale       | -     | 18      | -       | -       | -       | -       | -       | 18           | -            | -            | -            | -            | -            | 36     | 25     | 6      | 5      | 131    | 37     | +94 |

### Andamento in campionato
| Giornata  | 1 | 2 | 3 | 4 | 5 | 6 | 7 | 8 | 9 | 10 | 11 | 12 | 13 | 14 | 15 | 16 | 17 | 18 | 19 | 20 | 21 | 22 | 23 | 24 | 25 | 26 | 27 | 28 | 29 | 30 |
| --------- | - | - | - | - | - | - | - | - | - | -- | -- | -- | -- | -- | -- | -- | -- | -- | -- | -- | -- | -- | -- | -- | -- | -- | -- | -- | -- | -- |
| Luogo     |   |   |   |   |   |   |   |   |   |    |    |    |    |    |    |    |    |    |    |    |    |    |    |    |    |    |    |    | T  | C  |
| Risultato |   |   |   |   |   |   |   |   |   |    |    |    |    |    |    |    |    |    |    |    |    |    |    |    |    |    |    |    | P  | V  |
| Posizione |   |   |   |   |   |   |   |   |   |    |    |    |    |    |    |    |    |    |    |    |    |    |    |    |    |    |    |    | 3  | 3  |

Legenda:

Luogo: C = Casa; T = Trasferta. Risultato: V = Vittoria; N = Pareggio; P = Sconfitta.

### Statistiche delle giocatrici
| Giocatore      | Serie A  | Serie A | Serie A     | Serie A    | Coppa Italia | Coppa Italia | Coppa Italia | Coppa Italia | Totale   | Totale | Totale      | Totale     |
| Giocatore      | Presenze | Reti    | Ammonizioni | Espulsioni | Presenze     | Reti         | Ammonizioni  | Espulsioni   | Presenze | Reti   | Ammonizioni | Espulsioni |
| -------------- | -------- | ------- | ----------- | ---------- | ------------ | ------------ | ------------ | ------------ | -------- | ------ | ----------- | ---------- |
| F. Armeni      | 5        | 0       | ?           | ?          | ?            | ?            | ?            | ?            | 5+       | 0+     | ?           | ?          |
| I. Brachetti   | 9        | 0       | ?           | ?          | ?            | ?            | ?            | ?            | 9+       | 0+     | ?           | ?          |
| M. Caprini     | 30       | 1       | ?           | ?          | ?            | ?            | ?            | ?            | 30+      | 1+     | ?           | ?          |
| S. Casali      | 1        | 0       | ?           | ?          | ?            | ?            | ?            | ?            | 1+       | 0+     | ?           | ?          |
| L. Cascella    | 25       | 0       | ?           | ?          | ?            | ?            | ?            | ?            | 25+      | 0+     | ?           | ?          |
| S. Ceroni      | 29       | 1       | ?           | ?          | ?            | ?            | ?            | ?            | 29+      | 1+     | ?           | ?          |
| D. Colasante   | 2        | 0       | ?           | ?          | ?            | ?            | ?            | ?            | 2+       | 0+     | ?           | ?          |
| S. Colella     | 13       | -?      | ?           | ?          | ?            | ?            | ?            | ?            | 13+      | 0+     | ?           | ?          |
| E. Croce       | 20       | 2       | ?           | ?          | ?            | ?            | ?            | ?            | 20+      | 2+     | ?           | ?          |
| D. Di Bari     | 23       | 0       | ?           | ?          | ?            | ?            | ?            | ?            | 23+      | 0+     | ?           | ?          |
| S. Di Renzo    | 1        | 0       | ?           | ?          | ?            | ?            | ?            | ?            | 1+       | 0+     | ?           | ?          |
| A. G. Duò      | 27       | 3       | ?           | ?          | ?            | ?            | ?            | ?            | 27+      | 3+     | ?           | ?          |
| A. Frollani    | 25       | 3       | ?           | ?          | ?            | ?            | ?            | ?            | 25+      | 3+     | ?           | ?          |
| C. Giampiccolo | 8        | 2       | ?           | ?          | ?            | ?            | ?            | ?            | 8+       | 2+     | ?           | ?          |
| V. Junkkari    | 14       | -?      | ?           | ?          | ?            | ?            | ?            | ?            | 14+      | 0+     | ?           | ?          |
| V. Lanzieri    | 21       | 1       | ?           | ?          | ?            | ?            | ?            | ?            | 21+      | 1+     | ?           | ?          |
| M. Lattanzi    | 25       | 11      | ?           | ?          | ?            | ?            | ?            | ?            | 25+      | 11+    | ?           | ?          |
| C. Marchitelli | 2        | -?      | ?           | ?          | ?            | ?            | ?            | ?            | 2+       | 0+     | ?           | ?          |
| V. Massimi     | 17       | 1       | ?           | ?          | ?            | ?            | ?            | ?            | 17+      | 1+     | ?           | ?          |
| P. Panico      | 29       | 39      | ?           | ?          | ?            | ?            | ?            | ?            | 29+      | 39+    | ?           | ?          |
| V. Rossetti    | 1        | 0       | ?           | ?          | ?            | ?            | ?            | ?            | 1+       | 0+     | ?           | ?          |
| M. Sorvillo    | 25       | 1       | ?           | ?          | ?            | ?            | ?            | ?            | 25+      | 1+     | ?           | ?          |
| C. Viscusi     | 1        | 0       | ?           | ?          | ?            | ?            | ?            | ?            | 1+       | 0+     | ?           | ?          |
| E. Volpi       | -        | -       | -           | -          | ?            | ?            | ?            | ?            | 0+       | 0+     | 0+          | 0+         |
| T. Zorri       | 28       | 23      | ?           | ?          | ?            | ?            | ?            | ?            | 28+      | 23+    | ?           | ?          |